# Wolfmother (álbum)
Wolfmother es el primer larga duración del trío australiano de hard rock, Wolfmother. Contiene las cuatro canciones existentes en el EP del mismo nombre, aunque con ligeras variaciones con respecto a sus versiones originales.
El disco vendió más de 260 000 copias en EE. UU., y alcanzó el disco de oro en Canadá en febrero de 2007. 
La canción "Woman" aparece en los videojuegos Guitar Hero II, Tony Hawk's Project 8, Saints Row 2, MotorStorm, Madden NFL 07 y Major League Baseball 2K7. Además, esta misma canción aparece también en el anuncio publicitario de televisión del videojuego Sonic The Hedgehog, ganando también el premio Grammy a la mejor interpretación de hard rock en su edición del año 2007. También se ha utilizado la canción "Joker & the Thief" como sintonía para la 4ª temporada de La vida moderna.

## Lista de canciones
Todas las canciones escritas y compuestas por Wolfmother. 
| Edición Australiana |                                   |          |  |
| N.º                 | Título                            | Duración |  |
| 1.                  | «Colossal»                        | 5:02     |  |
| 2.                  | «Woman»                           | 2:55     |  |
| 3.                  | «White Unicorn»                   | 5:01     |  |
| 4.                  | «Pyramid»                         | 4:28     |  |
| 5.                  | «Mind's Eye»                      | 4:53     |  |
| 6.                  | «Joker & the Thief»               | 4:39     |  |
| 7.                  | «Dimension»                       | 4:25     |  |
| 8.                  | «Where Eagles Have Been»          | 5:33     |  |
| 9.                  | «Apple Tree»                      | 3:28     |  |
| 10.                 | «Tales from the Forest of Gnomes» | 3:36     |  |
| 11.                 | «Witchcraft»                      | 3:25     |  |
| 12.                 | «Vagabond»                        | 3:52     |  |

| Edición Internacional |                          |          |  |
| N.º                   | Título                   | Duración |  |
| 1.                    | «Dimension»              | 4:25     |  |
| 2.                    | «White Unicorn»          | 5:01     |  |
| 3.                    | «Woman»                  | 2:55     |  |
| 4.                    | «Where Eagles Have Been» | 5:33     |  |
| 5.                    | «Apple Tree»             | 3:28     |  |
| 6.                    | «Joker & the Thief»      | 4:39     |  |
| 7.                    | «Colossal»               | 5:02     |  |
| 8.                    | «Mind's Eye»             | 4:53     |  |
| 9.                    | «Pyramid»                | 4:28     |  |
| 10.                   | «Witchcraft»             | 3:25     |  |
| 11.                   | «Tales»                  | 3:36     |  |
| 12.                   | «Love train»             | 3:03     |  |
| 13.                   | «Vagabond»               | 3:52     |  |

## Formación
- Andrew Stockdale – guitarra, voz.
- Chris Ross – bajo, teclados, sintetizador y órgano.
- Myles Heskett – batería, percusión.

## Posicionamiento

### Álbum
| Año  | Ranking       | Posición |
| ---- | ------------- | -------- |
| 2006 | Billboard 200 | 22       |

### Sencillos
| Año  | Sencillos           | Ranking            | Posición |
| ---- | ------------------- | ------------------ | -------- |
| 2006 | White Unicorn       | US Mainstream Rock | 29       |
| 2006 | White Unicorn       | US Modern Rock     | 38       |
| 2006 | Woman               | US Mainstream Rock | 7        |
| 2006 | Woman               | US Modern Rock     | 10       |
| 2006 | Joker and the Thief | US Mainstream Rock | 27       |
| 2006 | Joker and the Thief | US Modern Rock     | 31       |

- Datos: Q1347447